# Гі Лароз
Гі Лароз (англ. Guy Larose, нар. 31 серпня 1967, Галл) — канадський хокеїст, що грав на позиції центрального нападника.

## Ігрова кар'єра
Професійну хокейну кар'єру розпочав 1987 року.
1985 року був обраний на драфті НХЛ під 224-м загальним номером командою «Баффало Сейбрс». 
Протягом професійної клубної ігрової кар'єри, що тривала 16 років, захищав кольори команд таких ліг, як АХЛ та ІХЛ. Також захищав кольори клубів НХЛ «Вінніпег Джетс», «Торонто Мейпл-Ліфс», «Калгарі Флеймс» та «Бостон Брюїнс». 
Лароз також за час своєї ігрової кар'єри встиг пограти і в Європі, зокрема в Німеччині.